# 牛筋

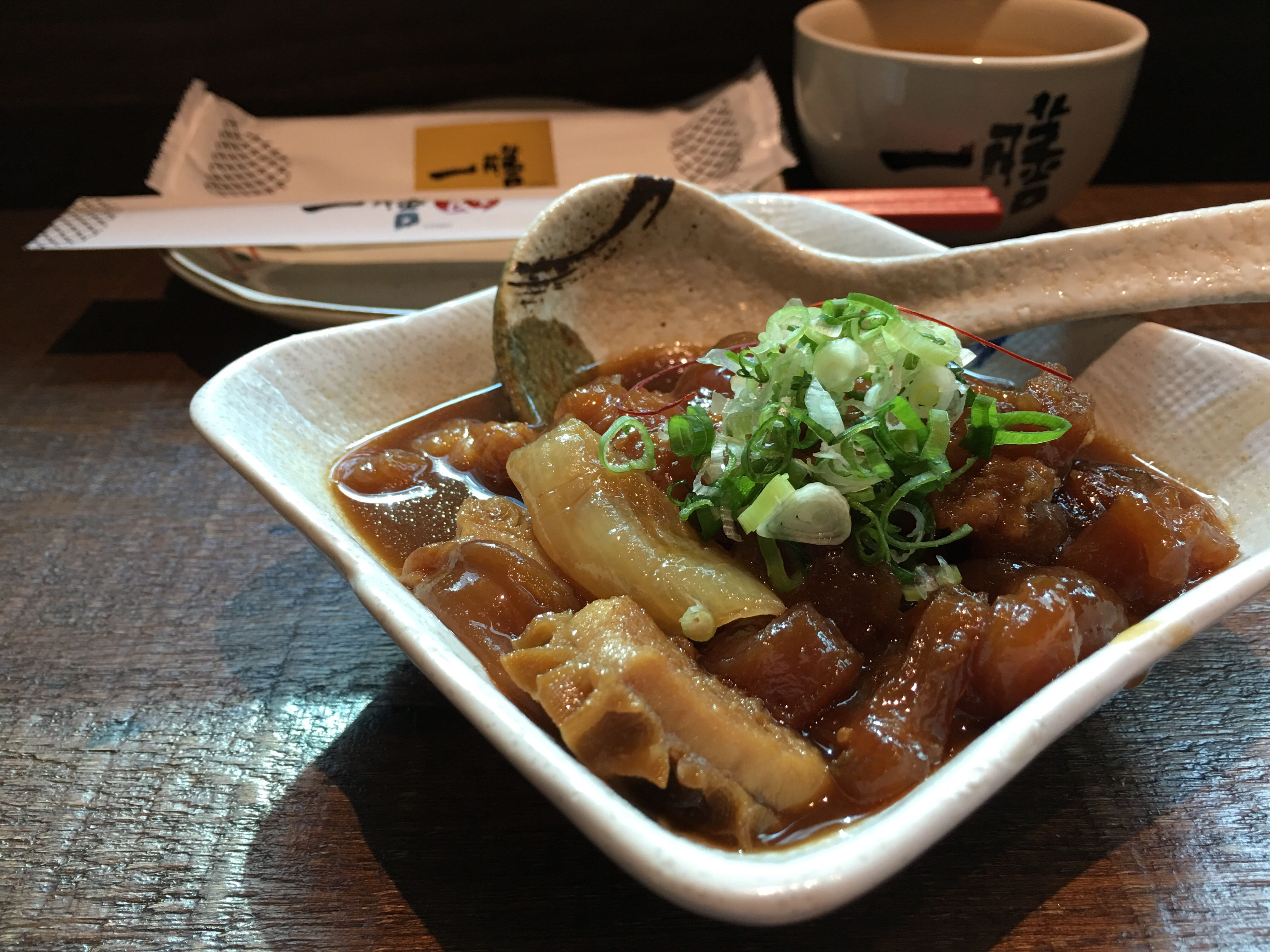
燉牛筋

牛筋又名牛蹄筋，是指牛的肌腱。牛筋中含有大量膠原蛋白。 牛筋是亞洲部分地區（菲律宾、中国、日本、韩国、印度尼西亚、泰国、老挝、柬埔寨和越南）的一種牛肉食材。在粵菜中，牛筋通常與牛腩一齊炆，而且這道菜被稱作「牛筋腩」。